# Cycloctenus flaviceps
Cycloctenus flaviceps är en spindelart som beskrevs av Ludwig Carl Christian Koch 1878. Cycloctenus flaviceps ingår i släktet Cycloctenus och familjen Cycloctenidae. Inga underarter finns listade i Catalogue of Life.